# I-58 (sous-marin, 1925)
Pour les articles homonymes, voir I-58 (sous-marin).
Le I-58 (イ-58) (plus tard renommé I-158) est un sous-marin japonais de la classe Kaidai (伊号第五三潜水艦, I-gō Dai-Hyaku-gojūsan sensuikan, classe I-53/I-153) de la sous-classe Kaidai IIIa (Type KD3a, Kaidai 3 gata a (海大III型a?)) construit pour la marine impériale japonaise.
Il a soutenu les forces japonaises pendant l'invasion de la Malaisie en décembre 1941 et a contribué à suivre la Force Z, les deux Capital ship (navires capitaux) britanniques qui ont tenté d'intercepter les forces d'invasion japonaises, afin qu'ils puissent être coulés par des bombardiers-torpilleurs.

## Contexte
Après la Première Guerre mondiale, la marine impériale japonaise a réévalué l'utilisation de la guerre sous-marine comme élément de stratégie de flotte en raison du déploiement réussi de croiseurs-sous-marins à long rayon d'action pour les raids commerciaux des principales marines de combat. Les stratèges japonais en sont venus à réaliser les possibilités d'utilisation de l'arme pour la reconnaissance à longue portée, et dans une guerre d'usure contre une flotte ennemie qui s'approchait du Japon. Deux grands sous-marins japonais à longue portée avaient déjà été construits dans le cadre du programme de la flotte des Huit-six en tant que prototypes (I-51 et I-52), mais l'arrivée le 20 juin 1919 de sept U-boote allemands reçus par le Japon en réparation de guerre à la fin de la Première Guerre mondiale a conduit à une refonte complète. Les Japonais ont rapidement embauché des centaines d'ingénieurs et de techniciens de sous-marins allemands et d'anciens officiers de sous-marins allemands au chômage à la suite de la défaite de l'Allemagne pendant la Première Guerre mondiale, et les ont fait venir au Japon dans le cadre de contrats de cinq ans. L'ONI (Office of Naval Intelligence) américain a estimé que quelque 800 conseillers allemands s'étaient rendus au Japon à la fin de 1920. Les Japonais ont également envoyé des délégations en Allemagne, et ont participé activement à l'achat de nombreux brevets.

## Description
Les 4 sous-marins de la sous-classe KD3A ont été les premiers sous-marins de croisière de conception japonaise produits en série. Basés en grande partie sur le Kaidai Type II (I-52), un sous-marin indigène à double coque renforcée, leur conception a également été influencée par le plus grand des sous-marins allemands aux mains des Japonais, le SM U-125.
Ils ont un déplacement de 1 829 tonnes en surface et 2 337 tonnes en immersion. Les sous-marins mesuraient 100 mètres de long, avaient une largeur de 8 mètres et un tirant d'eau de 4,82 mètres. Les sous-marins permettaient une profondeur de plongée de 60 m et un possédaient un effectif de 60 officiers et membres d'équipage. La coque avait presque les mêmes dimensions extérieures que celle du I-52, mais l'épaisseur accrue de la coque intérieure permettait une profondeur de plongée de 60 mètres. Le volume intérieur a été légèrement augmenté en rendant la coque légèrement trapézoïdale en section transversale, au prix de 300 tonnes de déplacement supplémentaire. Les différences externes comprenaient un coupe filet anti-sous-marin à la proue, ainsi qu'un joint torique pour le remorquage.
Sulzer a été retenu comme fabricant des moteurs diesel, dont les performances étaient légèrement supérieures à celles des moteurs du I-52. Pour la navigation de surface, les sous-marins étaient propulsés par deux moteurs diesel de 3 400 cv (2 535 kW), chacun entraînant un arbre d'hélice. En immersion, chaque hélice était entraînée par un moteur électrique de 900 chevaux-vapeur (671 kW). Ils pouvaient atteindre 20 nœuds (37 km/h) en surface et 8 nœuds (15 km/h) sous l'eau. En surface, les KD3A avaient une autonomie de 10 000 milles nautiques (19 000 km) à 10 noeuds (19 km/h); en immersion, ils avaient une autonomie de 90 milles nautiques (170 km) à 3 noeuds (5,6 km/h).
Les sous-marins étaient armés de huit tubes lance-torpilles internes de 53,3 cm, six à l'avant et deux à l'arrière. Ils transportaient une recharge pour chaque tube, soit un total de 16 torpilles. Ils étaient également armés d'un canon de pont de 120 mm (4,7 in) pour le combat en surface.

## Construction
Construit par l'Arsenal naval de Yokosuka au Japon, le I-58 a été mis sur cale le 3 décembre 1924. Il a été lancé le 3 octobre 1925 et renommé I-58. Il est achevé et mis en service le 15 mai 1928 et est rattaché au district naval de Kure. Le capitaine de corvette (海軍少佐 (Kaigun-shōsa)) Sekimoto Orinosuke prend le commandement du sous-marin.

## Histoire de service
Le I-58 est achevé le 15 mai 1928. Du 1er juin au 1er décembre 1932, il est placé en réserve à Kure, puis reprend du service avant d'être replacé en en réserve à du 1er novembre 1933-1er décembre 1936 à Kure.
Le 26 août 1940, au sud de la baie de Tokyo, au cours de manœuvres de nuit, le I-58, dont les ballasts sont partiellement inondés, participe à des attaques simulées contre certains navires de la Flotte combinée de la capitale. Après avoir terminé sa dernière attaque, il commence à plonger en catastrophe mais son équipe de pont ne parvient pas à dégager le pont à temps. Le signaleur Hirose Masao, le dernier homme sur le pont, se rend compte que le sous-marin pourrait être inondé. Il ferme l'écoutille du pont par l'extérieur, mais périt.
En novembre 1941, le I-58 a été affecté à la 19e division de sous-marins du 4e escadron de sous-marins. La division a quitté sa base de Samah sur l'île de Hainan, en Chine, le 1er décembre pour sa zone de patrouille au large de Trengganu, en Malaisie.
Lors de l'invasion de la Malaisie le 8 décembre 1941, le I-58 et quatre autres sous-marins ont formé une ligne de patrouille à la recherche des navires alliés. Le jour suivant, le I-65 repéra les navires britanniques de la Force Z, le cuirassé Prince of Wales et le croiseur de bataille Repulse, escortés par quatre destroyers, se dirigeant vers le nord-nord-ouest. Peu après minuit, le 10 décembre, à 230 km à l'est de Kuantan, en Malaisie, le I-58 courait à la surface lorsque ses vigies repérèrent la Force Z à 600 mètres. Après une plongée en catastrophe, le capitaine de corvette Kitamura a tenté de tirer une salve de six torpilles sur le Prince of Wales en tête, mais la porte extérieure de son premier tube de torpille s'est bloquée. Kitamura a tiré ses cinq torpilles disponibles sur le Repulse, mais a manqué son coup. Il a signalé que la Force Z se dirigeait vers le sud-sud-ouest à 24 nœuds (44 km/h) et continuait à suivre les navires britanniques. Le rapport a été reçu par le croiseur léger Sendai qui l'a relayé au navire amiral du vice-amiral Jisaburō Ozawa, le croiseur lourd Chōkai. A 6h15, le I-58 a perdu le contact avec la Force Z. Cet après-midi là, les deux Capital ship (navires-capitaux) britanniques ont été coulés par les bombardiers-torpilleurs de la 22e flottille aérienne depuis des bases en Indochine française.
Le sous-marin est arrivé à la baie de Cam Ranh, en Indochine française, pour se réapprovisionner le 20 décembre et s'est remis en ordre le 28 pour patrouiller dans la région de Surabaya, dans les Indes orientales néerlandaises. Le 3 janvier 1942 à 01h45, au nord-ouest de l'île Bawean, le I-58 attaqua le cargo néerlandais SS Langkoeas; il fut immobilisé par une torpille qui le touche dans la salle des machines et coulé par des tirs d'artillerie. Les quelque 90 membres d'équipage survivants abandonnèrent le navire, mais furent mitraillés par le 'I-58. Trois survivants ont été secourus, interrogés par Kitamura, puis rejetés à la mer où ils ont passé quatre ou cinq jours sur un radeau qu'ils ont trouvé avant d'atteindre la terre ferme. Six jours plus tard, le sous-marin a coulé le cargo néerlandais SS Camphuys à la position géographique de 4° 30′ S, 111° 47′ E; les survivants ont été secourus par le destroyer américain USS Paul Jones.
Lors de sa patrouille suivante, le I-58 a coulé le 22 février 1942 le navire à passagers néerlandais SS Pijnacker Hordijk entre Tjilatjap et Padang. Trois jours plus tard, le sous-marin a coulé le navire marchand hollandais SS Boeroe dans la mer de Java, au sud du détroit de la Sonde. Le 28 février, le I-58 torpille, mais ne coule pas, le pétrolier britannique SS British Judge au sud du détroit de la Sonde. Le sous-marin est rentré au Japon le 20 mars et a été renuméroté I-158 le 20 mai. Il est arrivé à l'atoll de Kwajalein dans les îles Marshall le 24 mai en préparation de l'opération Mi, le plan japonais d'occupation de l'atoll de Midway. Le I-158 s'est rangé deux jours plus tard dans une tentative infructueuse d'intercepter les navires américains réagissant à l'invasion japonaise et n'a joué aucun rôle significatif dans la bataille de Midway.
Il est rentré au Japon le 30 juin 1942 et a été affecté comme navire-école pour l'école de sous-marins de Kure le 10 juillet.
En décembre 1943, au chantier naval de Kure, l'école de sous-marins réalise des expériences de Sensuikan Gaigen Toshoku Jikken sur la peinture de camouflage des sous-marins à partir du camouflage du Ro-500 (ex-U-boot allemand U-511). Le I-158 est peint en Haihakushoku (gris clair). Le 5 janvier 1944, à Iyo Nada, une expérience est menée pour déterminer la visibilité horizontale du camouflage, sa visibilité depuis un avion, la pertinence de la couleur pour la zone maritime environnante, sa capacité à déterminer la vitesse et la direction du sous-marin et la durabilité de la peinture.
Le 20 avril 1944, le I-158 est réaffecté à la 34e division de sous-marins de la 6e Flotte.
Le I-158 a été légèrement endommagé lors d'un raid aérien de bombardiers Boeing B-29 Superfortress sur le chantier naval Mitsubushi de Kobe le 17 mars 1945. Pendant sa réparation, le I-158 a été converti en navire-mère pour deux sous-marins suicide Kaiten.
Pendant le mois de juillet 1945, les équipages des sous-marins I-158, I-156, I-157, I-159 et I-162 se sont entraînés à lancer des Kaiten en combat contre la flotte d'invasion américaine.
Le 15 août 1945, la Seconde Guerre mondiale a pris fin avec l'annonce Gyokuon-hōsō par l'empereur Hirohito de la cessation des hostilités entre le Japon et les Alliés. Le Japon s'est officiellement rendu lors d'une cérémonie à bord du cuirassé USS Missouri dans la baie de Tokyo le 2 septembre 1945.
La 34e division de sous-marins est dissoute. Le I-158 est transféré à la 15e division de sous-marins.
Le 2 septembre 1945 à Kure, le I-158 s'est rendu avec les I-36, I-47, I-157, I-159 et deux sous-marins de la classe I-361 (Type D).
Il a été rayé de la liste de la marine le 30 novembre 1945 et mars 1946 à Sasebo, le I-158 est dépouillé de tout équipement et matériel utilisable.
Le 1er avril 1946, il a participé à l'opération Road's End. Le sous-marin a été remorqué de Sasebo à une zone au large de Goto Retto où il a été sabordé par les tirs du ravitailleur de sous-marins USS Nereus. Ses coordonnées de naufrage sont approximativement la position géographique de 32° 37′ N, 129° 17′ E.